# Hans Bühler (Bildhauer)
Hans Bühler (* 22. Januar 1915 in Neu-Ulm; † 6. Januar 1974 ebenda) war ein deutscher Bildhauer.

## Leben

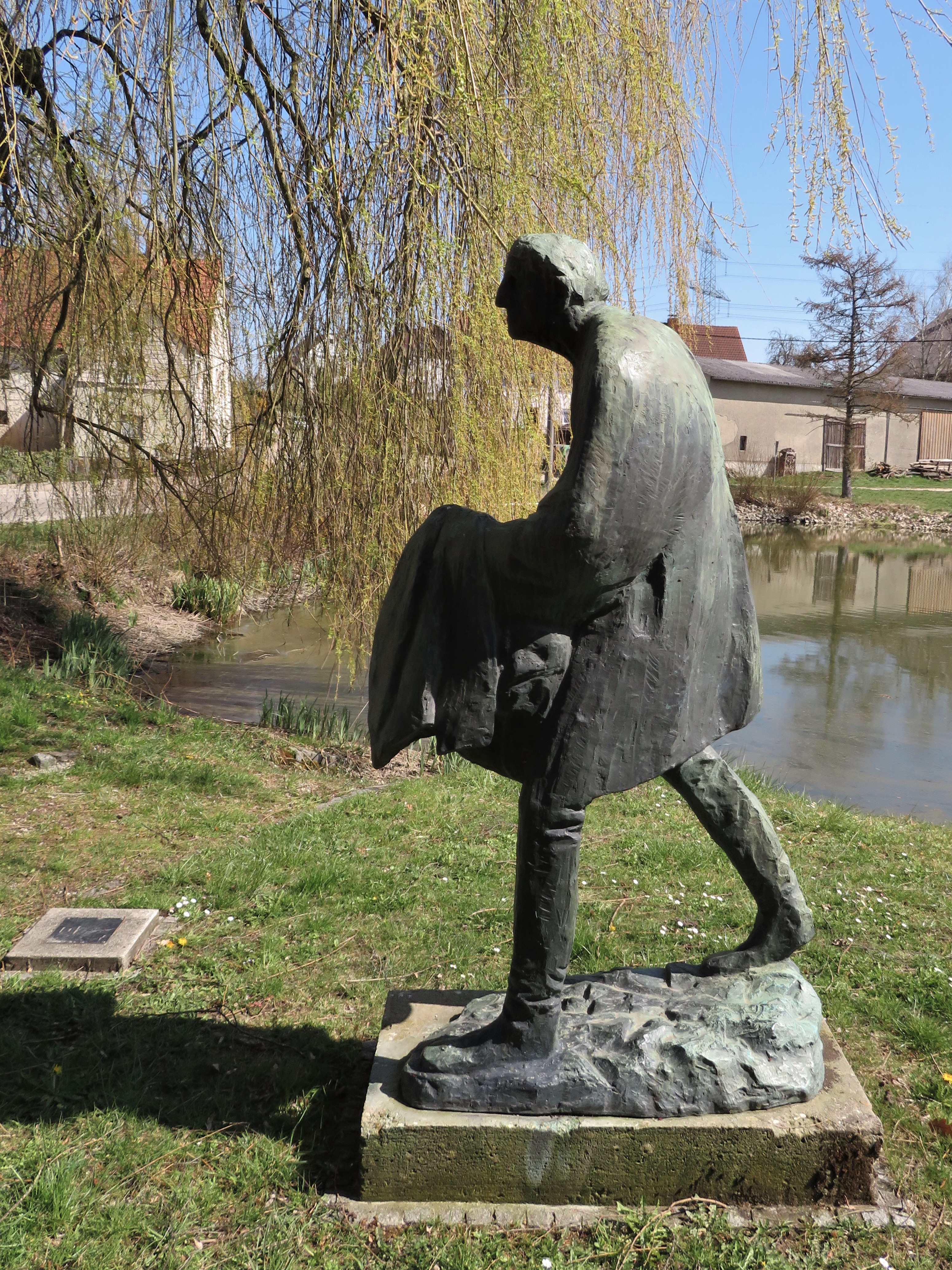
Skulptur Sämann (1957) am Weiher im Stadtteil Hausen

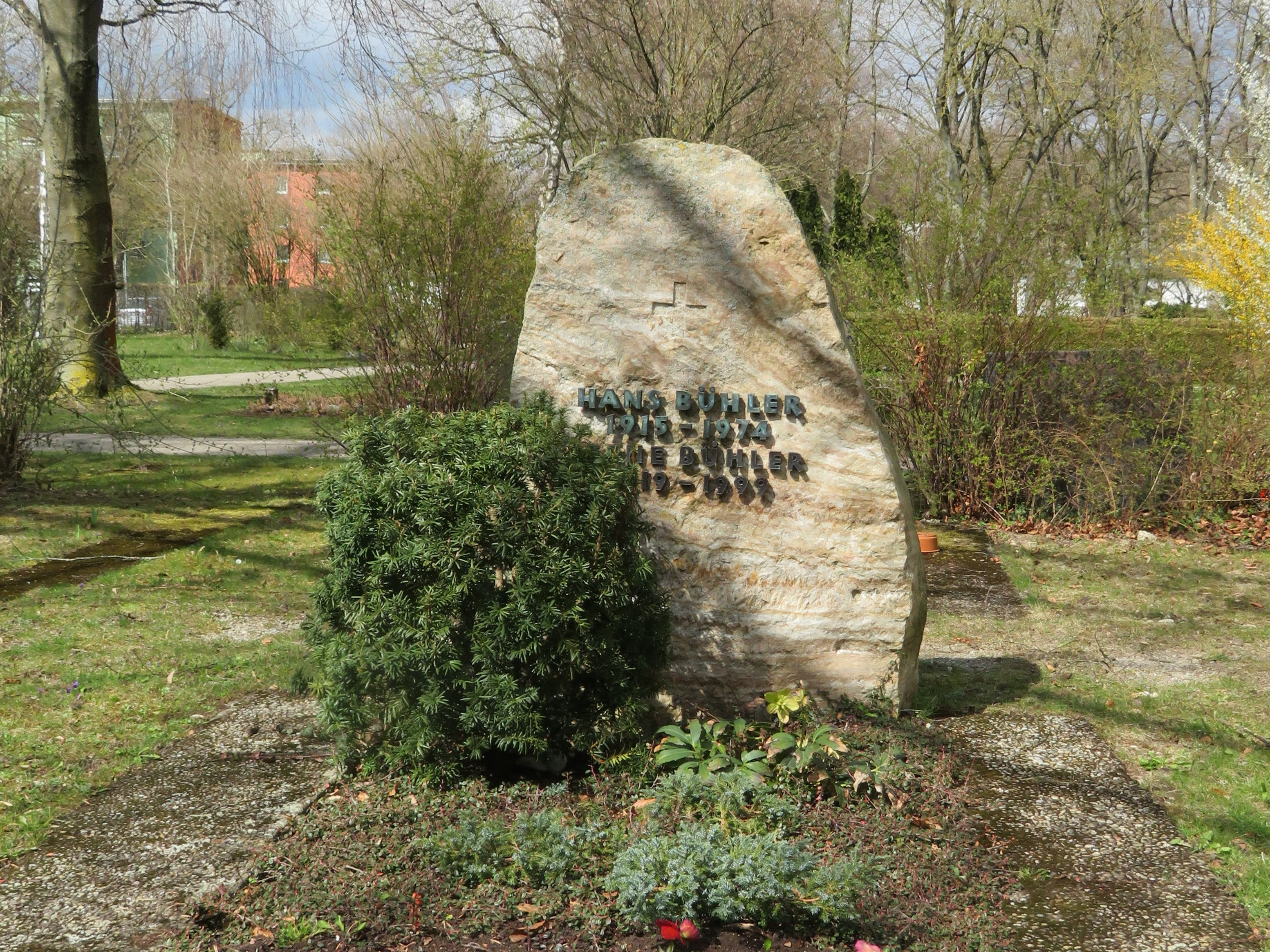
Grabstätte auf dem Hauptfriedhof Neu-Ulm

Hans Bühler wurde am 22. Januar 1915 in Neu-Ulm als Sohn des Hefehändlers und Bierbrauers Johannes Bühler und seiner Ehefrau Rosina geboren. Seine ersten Lebensjahre verbrachte er im damaligen Feuerwehrgerätehaus in der Gartenstraße, der heutigen Musikschule Neu-Ulm. Nach dem Schulabschluss absolvierte er eine Lehre zum Maler und Anstreicher. Im Jahr 1935 leistete er sechs Monate Reichsarbeitsdienst in Thüringen in der heutigen Partnerstadt Neu-Ulms, Meiningen.
Nach Neu-Ulm zurückgekehrt, beschäftigte sich Bühler zunehmend mit der Bildhauerei, die er sich selbst beibrachte. In der Kunstszene erregte er als 23-Jähriger Aufsehen mit einem Porträt des damaligen Reichskanzlers Hitler, den er anlässlich dessen 50. Geburtstag im Halbrelief dargestellt hatte. 1942 und 1943 stellte er je ein Werk auf der Großen Deutschen Kunstausstellung aus.
Hans Bühler starb zwei Wochen vor Vollendung seines 59. Lebensjahres am 6. Januar 1974 in seiner Heimatstadt Neu-Ulm. Er fand seine letzte Ruhestätte auf dem städtischen Friedhof, wo sein Grab erhalten ist.

## Familie
Im September 1943 heiratete er im nahe gelegenen Ehrenstein die in Ulm geborene Kaufmannstochter Irene Fröhlich (1919–1999). Aus der Ehe gingen in den 1950er Jahren zwei Töchter hervor.

## Werke
- Handelsgott Merkur, Relief, Sparkasse Neu-Ulm
- Sämann, Bronzeskulptur, am Weiher im Neu-Ulmer Stadtteil Hausen
- Brunnenanlage auf dem Rathausvorplatz Neu-Ulm, Unterbau für Edwin Scharffs Kunstwerk „Die Männer im Boot“
- Kruzifix und Christusfigur auf der Westseite der Kirche St. Johann Baptist
- Stadtwappenrelief für den ersten Neu-Ulmer Brunnen, Glacisanlage
- Kriegerdenkmal, Friedhof Ulm-Wiblingen
- Kriegerdenkmal, Friedhof Buch-Ritzisried
- Grabmal des Neu-Ulmer Oberbürgermeisters Tassilo Grimmeiß, Hauptfriedhof Neu-Ulm
- Kriegerdenkmal, Hauptfriedhof Neu-Ulm
- Brunnenplastik, vor der „Seehalle“ im Neu-Ulmer Stadtteil Pfuhl